# Toma de mechero
Una toma de mechero es el conector eléctrico más extendido entre los automóviles, aunque inicialmente fue diseñado como un encendedor de cigarrillos y puros.
Estas tomas de corriente también se usan para suministrar energía eléctrica, a través de un enchufe de mechero o un transformador, que puede o no variar el voltaje de salida. De todos modos, no era este su propósito original, ya que no son un enchufe ideal por varios motivos: El hecho de que existan tres tamaños distintos, conexiones débiles, realizadas por fricción o por resortes, y el uso de un cableado de pequeña sección que impide un flujo grande de electricidad.
Por ello, su uso se limita a aparatos tales como una afeitadora, ordenador portátil o teléfono móvil.

## Encendedor

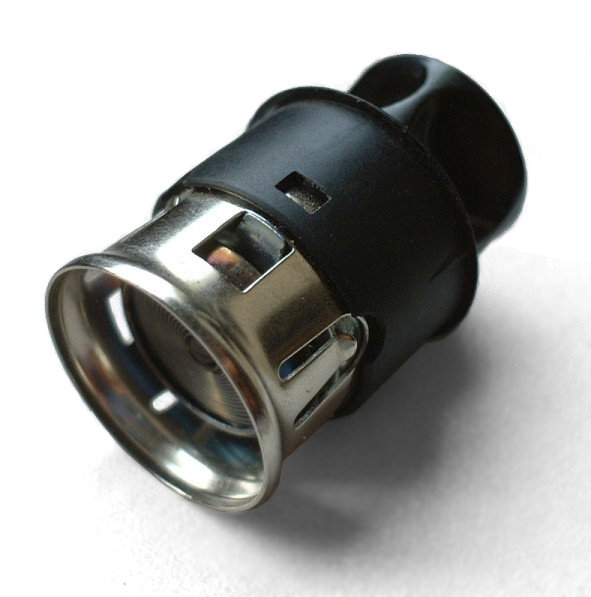
Encendedor de cigarillos.

El encendedor tradicional es un cilindro de plástico o metal que contiene una resistencia de nicrom, por el que pasa una corriente eléctrica de unos 10 amperes cuando se activa, normalmente al empujarlo mediante un botón. Cuando se pulsa, el encendedor se sostiene en contacto con la toma eléctrica mediante la fuerza de un muelle y un gancho conectado a una lámina bimetálica. La resistencia calentadora se vuelve de color naranja en pocos segundos, causando de esta manera la liberación del sistema de sujeción antes descrito, volviendo el encendedor a su posición inicial. Al retirar el encendedor de su alojamiento, es capaz de encender cigarrillos y puros.
En vehículos modernos, se está dejando de instalar un elemento térmico, que se sustituye por un proyector plástico, debido a la decreciente popularidad y legalidad de fumar dentro de un vehículo. De todas formas, este conector se sigue instalando, a veces también en los asientos posteriores y el maletero, debido a que muchos productos de electrónica de consumo traen estos enchufes para adaptarlos al automóvil. Suelen tener una etiqueta prohibiendo su uso como encendedor, ya que no están diseñados para soportar la potencia requerida para ellos.